# ANNIVERSARY (中森明菜のアルバム)
『ANNIVERSARY』（アニバーサリー）は、日本の歌手中森明菜の5枚目のスタジオ・アルバム。このアルバムは1984年5月1日にワーナー・パイオニア（現：ワーナーミュージック・ジャパン）よりリリースされた (LP: L-12591, CT: LKF-8091)。

## 背景と構成
『ANNIVERSARY』は、中森の6枚目のアルバムで、スタジオ・アルバムとしては通算5枚目にあたる。本作のディスクジャケットには"6th ALBUM"と表記されている。また、このアルバムは、中森のデビュー3周年目を迎えての記念アルバムで、デビュー記念日にあたる1984年5月1日に、LP (L-12591)とCT (LKF-8091)の2形態で同時発売された。このアルバムの特典として、LP先着50万名にポスターが付いた。1984年5月25日には、CDでも発売された (35XL-40)。
本作では、新たな作家陣として、尾崎亜美、後にシングル「ジプシー・クイーン」を手掛ける国安わたるや、有川正沙子らを迎えた。加えて、中森が初めて作詞を手掛けた楽曲「夢を見させて…」が収録されている。『ザテレビジョン』によれば、本作は全体として南国風色合いの内容であると指摘している。
このアルバムのプロデュースは、過去4作のスタジオ・アルバムのディレクターを務めた島田雄三が担当した。
このアルバムのレコーディングは、東京のアオイスタジオ、チェリーアイランドスタジオ、バハマのナッソーにあるコンパス・ポイント・スタジオで行われた。
同年7月28日からは、本作を引っ提げての全国コンサート・ツアー『逢いたい菜 逢えるか菜 中森明菜音楽鑑賞会』が行われた。

## シングル
「北ウイング」が、本作からの先行シングルとして1984年1月1日に発売された。中森にとって7枚目のシングルとなったこの楽曲は、1984年度のオリコン年間シングルチャートでトップテン入りを果たした。

## 批評
『Hotwax presents 歌謡曲 名曲名盤ガイド 1980's』の馬飼野元宏はこのアルバムについて、「本作は夏をイメージした季節感と異国情緒ムードで統一感を出した。」と指摘し、「アイドルとしての魅力と次なる可能性がバランスよく混在したアルバム。」と批評した。『CDジャーナル』は、中森作詞の「夢を見させて…」を筆頭に、総じて落ち着いた風合いの構成と批評した。

## チャート成績
『ANNIVERSARY』は、オリコン週間LPチャートの1984年5月7日付で初登場2位を記録後、翌週の1984年5月14日付で最高順位1位を記録した。以降、1984年5月28日付まで3週連続で1位を記録した。同チャートの100位以内においては、計21週に渡ってランクインしている。また、カセット盤はオリコンのカセットチャートにて最高順位1位を記録し、同チャートの100位以内において計26週に渡ってランクインしている。1984年度のオリコン年間アルバムチャートでは、13位を記録した。

## 収録曲
| #  | タイトル           | 作詞       | 作曲       | 編曲     | 時間 |
| -- | ------------------ | ---------- | ---------- | -------- | ---- |
| 1. | 「アサイラム」     | 三浦徳子   | 玉置浩二   | 瀬尾一三 | 4:03 |
| 2. | 「まぶしい二人で」 | 来生えつこ | 来生たかお | 若草恵   | 5:00 |
| 3. | 「Easy」           | 尾崎亜美   | 尾崎亜美   | 瀬尾一三 | 4:07 |
| 4. | 「夢を見させて…」  | 中森明菜   | J.Smith    | 若草恵   | 4:33 |
| 5. | 「北ウイング」     | 康珍化     | 林哲司     | 林哲司   | 4:39 |

| #         | タイトル                   | 作詞       | 作曲       | 編曲      | 時間  |
| --------- | -------------------------- | ---------- | ---------- | --------- | ----- |
| 6.        | 「100℃バカンス」           | 売野雅勇   | 細野晴臣   | 瀬尾一三  | 4:25  |
| 7.        | 「夏はざま」               | 来生えつこ | 来生たかお | 瀬尾一三  | 4:46  |
| 8.        | 「メランコリー・フェスタ」 | 来生えつこ | 佐瀬寿一   | 萩田光雄  | 3:31  |
| 9.        | 「バレリーナ」             | 尾崎亜美   | 尾崎亜美   | 若草恵    | 5:05  |
| 10.       | 「シャット・アウト」       | 有川正沙子 | 国安わたる | 若草恵    | 4:02  |
| 合計時間: | 合計時間:                  | 合計時間:  | 合計時間:  | 合計時間: | 44:11 |

| #         | タイトル                                  | 作詞      | 作曲      | 編曲      | 時間  |
| --------- | ----------------------------------------- | --------- | --------- | --------- | ----- |
| 11.       | 「涙の形のイヤリング」(「北ウイング」B面) | 康珍化    | 林哲司    | 林哲司    | 4:25  |
| 合計時間: | 合計時間:                                 | 合計時間: | 合計時間: | 合計時間: | 48:36 |

## クレジット
『ANNIVERSARY』のライナー・ノーツより
参加ミュージシャン
| - 渡嘉敷祐一：ドラムス (M-1、3、7-8) - 岡沢章：エレクトリック・ベース (M-1、3、7-8) - 松原正樹：エレクトリック・ギター (M-1、3、5-6、8) - 吉川忠英：フォーク・ギター (M-1、7)、アコースティック・ギター (M-8) - 山田秀俊：キーボード (M-1、6) - 田代真紀子：キーボード (M-1、6-7) - 浜口茂外也：パーカッション (M-1、7) - 数原晋：トランペット (M-1、3、8)、フリューゲルホルン (M-4) - 小林正弘：トランペット (M-1、3) - 新井英治：トロンボーン (M-1、3、8) - ジェイク・H・コンセプション：サクソフォーン (M-1、3) | - イブ：コーラス (M-1、3、5-8、10) - 島村英二：ドラムス (M-2、4、10) - 富倉安生：エレクトリック・ベース (M-2、4、5、10) - 矢島賢：エレクトリック・ギター (M-2、4、7、9、10)、キーボード (M-6) - 谷康一：フォーク・ギター (M-2、4、9-10) - 富樫春生：キーボード (M-2、4-5、9-10) - 森村献：キーボード (M-2、10) - 斎藤ノブ：パーカッション (M-2-4、9-10) - 多弦楽グループ：トリングス (M-2、4、9-10) - 山川恵子：ハープ (M-2、7-8) - 山川恵津子：コーラス (M-2、4、9) - 比山清：コーラス (M-2、4-5、9) - 木戸恭弘：コーラス (M-2、4-5、9) | - 倉田信雄：キーボード (M-3、8) - JOEストリングス：ストリングス (M-3、5-8) - 宮崎全弘：ドラムス (M-5) - 木村誠：パーカッション (M-5) - 林哲司：コーラス (M-5) - 林立夫：シモンズ・ドラムス (M-6)、ドラムス (M-9) - 沖田晏宏：ホルン (M-7) - 笠松長久：ホルン (M-7) - 大原茂人：キーボード (M-8) - 菅原祐紀：パーカッション (M-8) - 清水万紀夫：サクソフォーン (M-8) - 竹内グループ：マンドリン (M-8) - 金田一昌吾：エレクトリック・ベース (M-9) |

スタッフ
| - プロデューサー：島田雄三 - エンジニア：石崎信郎、菊地功 - アシスタント・エンジニア：草柳俊一、HIROYUKI SATOH - 録音：アオイスタジオ & チェリーアイランドスタジオ（東京）、コンパス・ポイント・スタジオ（ナッソー） - Mixed & Mastered at ワーナー・パイオニア・スタジオ | - マスタリング・エンジニア：石崎信郎、MITUHARU KOBAYASHI - アート・ディレクション：持田恭男 - 撮影：清水清太郎 - スタイリスト：池谷幸江 - プロモーション・スタッフ：田中良明、畠山政行 - プロダクション・コーディネータ：北村篤識 - アソシエイト・プロダクション・コーディネーター：太田晶子 | - マネジメント：研音（茅根浩康、名幸房則、柳沢秀昭、森山みどり） - Special thanks to HARUMI MATUI、TOSHIKO HONMA - We'd liked to express our gratitude for Tracy Nicholas Bledsoe who had done a great job for Akina during staying New York |

## リリース履歴
| 発売日         | レーベル                                   | 規格                       | 品番         | 備考                                                |
| -------------- | ------------------------------------------ | -------------------------- | ------------ | --------------------------------------------------- |
| 1984年5月1日   | リプリーズ・レコード/ ワーナー・パイオニア | LP                         | L-12591      |                                                     |
| 1984年5月1日   | リプリーズ・レコード/ ワーナー・パイオニア | CT                         | LKF-8091     |                                                     |
| 1984年5月25日  | リプリーズ・レコード/ ワーナー・パイオニア | CD                         | 35XL-40      |                                                     |
| 1985年5月25日  | リプリーズ・レコード/ ワーナー・パイオニア | CD                         | 32XL-73      | 廉価盤、色分けビニール帯                            |
| 1991年8月17日  | リプリーズ・レコード/ ワーナー・パイオニア | CD                         | WPCL-415     | 廉価盤、紙帯                                        |
| 1996年4月25日  | リプリーズ・レコード/ ワーナー・パイオニア | CD                         | WPC6-8186    | 音泉1500シリーズ、Q盤                               |
| 2006年6月21日  | リプリーズ・レコード/ ワーナー・パイオニア | CD、デジタル・ダウンロード | WPCL-10281   | 紙ジャケット仕様完全生産限定盤                      |
| 2006年7月5日   | リプリーズ・レコード/ ワーナー・パイオニア | デジタル・ダウンロード     | N/A          | [ 20 ]                                              |
| 2012年8月22日  | リプリーズ・レコード/ ワーナー・パイオニア | SACD/CDハイブリッド        | WPCL-11139   | 紙ジャケット仕様完全生産限定盤                      |
| 2014年1月29日  | リプリーズ・レコード/ ワーナー・パイオニア | CD                         | WPCL-11726   | 廉価盤、赤帯                                        |
| 2018年6月6日   | リプリーズ・レコード/ ワーナー・パイオニア | LP                         | WPJL-10088   | 高音質180g重量盤                                    |
| 2022年12月21日 | リプリーズ・レコード/ ワーナー・パイオニア | 2CD                        | WPCL-13438/9 | オリジナル・カラオケ付 2022ラッカーマスターサウンド |

## 参照
1. 1 2 3 4 5 6 7 8 9 10  『ANNIVERSARY』（LP）中森明菜、ワーナー・パイオニア、1984年5月1日。L-12591。
2. 1 2  “中森明菜「ANNIVERSARY (24bit Digital Remastering)」 - iTunes で「ANNIVERSARY (24bit Digital Remastering)」をダウンロード”.  Apple. 2011年3月6日閲覧。
3. 1 2 3 4 5 6  『ALBUM CHART-BOOK COMPLETE EDITION 1970 〜 2005』オリコン・マーケティング・プロモーション、2006年4月25日、3、455-457、882頁頁。ISBN 4871310779。
4. 1 2  オリコンランキング情報サービス「you大樹」
5. ↑  “ANNIVERSARY FROM NEW YORK AND NASSAU AKINA NAKAMORI 6TH ALBUM”.  ワーナーミュージック・ジャパン. 2011年7月31日閲覧。
6. 1 2 3 4 5 6  馬飼野元宏『Hotwax presents 歌謡曲 名曲名盤ガイド 1980's』シンコーミュージック・エンタテイメント、2006年7月20日、65、221-222頁頁。ISBN 440175106X。
7. 1 2 3  「今週の赤まる急上昇 中森明菜」『週刊カドカワ ザテレビジョン』第3巻第21号、角川書店、1984年5月25日、141頁。
8. ↑  『NEW AKINA エトランゼ』（LP）中森明菜、ワーナー・パイオニア、1983年8月10日。L-12580。
9. ↑  『ファンタジー〈幻想曲〉』（LP）中森明菜、ワーナー・パイオニア、1983年3月23日。L-12570。
10. ↑  『バリエーション〈変奏曲〉』（LP）中森明菜、ワーナー・パイオニア、1982年10月27日。L-12550。
11. ↑  『プロローグ〈序幕〉』（LP）中森明菜、ワーナー・パイオニア、1982年7月1日。L-12531。
12. ↑  (1984年) 中森明菜『逢いたい菜 逢えるか菜 中森明菜音楽鑑賞会』のツアー・パンフレット. ケン企画 (MILKY HOUSE)
13. ↑  『北ウイング』（EP）中森明菜、ワーナー・パイオニア、1984年1月1日。L-1663。
14. ↑  “中森明菜オフィシャルサイト » Single”.   Nakamoriakina.com. 2012年3月6日閲覧。
15. ↑  クラブハウス『オリコン No.1 HITS 500 1968〜1985 (上) オリコンチャート1位ヒットソング集』クラブハウス、1998年11月1日、214頁。ISBN 4906496121。
16. 1 2  “中森明菜 / アニヴァーサリー [再発] [CD] [アルバム] - CDJournal.com”.   音楽出版社. 2012年3月24日閲覧。
17. ↑  『AKINA』（4×12cmCD）中森明菜、ワーナーミュージック・ジャパン、1993年11月10日。WPCL-770〜3。
18. ↑  “ANNIVERSARY〜FROM NEW YORK AND NASSAU - 中森明菜 - Yahoo!ミュージック”.  Yahoo! JAPAN. 2012年8月9日時点のオリジナルよりアーカイブ。2012年3月24日閲覧。
19. ↑  “中森明菜 / ANNIVERSARY [紙ジャケット仕様] [限定] [CD] [アルバム] - CDJournal.com”.   音楽出版社. 2012年3月24日閲覧。
20. ↑  “音楽ダウンロード・音楽配信サイト　mora 〜“WALKMAN”公式ミュージックストア〜”.  レーベルゲート. 2012年11月29日閲覧。
21. ↑  “中森明菜 / ANNIVERSARY FROM NEW YORK AND NASSAU AKINA NAKAMORI 6TH ALBUM [SA-CDハイブリッドCD] [紙ジャケット仕様] [限定] [CD] [アルバム] - CDJournal.com”.   音楽出版社. 2012年7月23日閲覧。